# منتخب الدنمارك الأولمبي لكرة القدم
منتخب الدنمارك الأولمبي لكرة القدم  هو ممثل الدنمارك الرسمي في المنافسات الدولية في كرة القدم 
.